# Masako Hozumi
Masako Hozumi (n. 11 septembrie 1986, Fukushima, Japonia) este o sportivă ce a reprezentat Japonia, medaliată olimpică. A participat la 2 ediții ale Jocurilor Olimpice (2010, 2014) în care a câștigat o medalie de argint.